# Danielle Calvert
Danielle Calvert (* in Guildford, Surrey, England) ist eine britische Schauspielerin.

## Leben
Von 2001 bis 2002 verkörperte Calvert die Rolle der Deborah Spinner in insgesamt 13 Episoden der Fernsehserie Oscar Charlie. Es war ihre erste Fernsehrolle. 2005 hatte sie eine größere Rolle in Mysterious Island – Die geheimnisvolle Insel an der Seite von Patrick Stewart. 2007 war sie in einer Episode der Fernsehserie Casualty in der Rolle der Emma Middleton zu sehen. Zuletzt wirkte sie 2012 in einer Episode der Fernsehserie New Tricks – Die Krimispezialisten mit.

## Filmografie
- 2001–2002: Oscar Charlie (Fernsehserie, 13 Episoden)
- 2005: Mysterious Island – Die geheimnisvolle Insel (Mysterious Island, Fernsehfilm)
- 2007: Casualty (Fernsehserie, Episode 21x47)
- 2012: New Tricks – Die Krimispezialisten (New Tricks, Fernsehserie, Episode 9x04)